# Меліпілья
Меліпілья (ісп. Melipilla) — місто в Чилі. Адміністративний центр однойменної комуни і провінції Меліпілья. Населення міста — 53 522 особи (2002). Місто і комуна входить до складу провінції Меліпілья та Столичної регіону.
Територія — 1345 км². Чисельність населення — 123 627 мешканців (2017). Щільність населення — 91,9 чол./км².

## Розташування
Місто розташоване за 59 км на південний захід від столиці Чилі міста Сантьяго.
Комуна межує:
- на півночі — з комунами Марія-Пінто, Куракаві
- на північному сході — з комуною Падре-Уртадо
- на сході — з комунами Пеньяфлор, Ель-Монте, Ісла-де-Майпо
- на південному сході — з комуною Пайне
- на півдні — з комуною Алуе
- на південному заході — з комуною Сан-Педро
- на заході — з комунами Сан-Антоніо, Картахена